# Махнуть не глядя
Махну́ть не гля́дя (махну́ться не гля́дя) — обычай времен Великой Отечественной войны, по которому советские военнослужащие, вне зависимости от званий и партийно-политической принадлежности, обменивались разнообразными личными вещами на память, не зная заранее, что на что меняют.  Согласно некоторым источникам, ценность вещей при обмене не глядя играла второстепенную роль.

## Описание обычая
Обычай «махнуться не глядя» представлял собой обмен мелкими предметами быта, часами, курительными принадлежностями (портсигары, табакерки, трубки, зажигалки), холодным оружием и другими сувенирами с малознакомым человеком, повторная встреча с которым представлялась маловероятной. Советский поэт-фронтовик Е. А. Долматовский, в годы войны в качестве военного корреспондента находившийся в действующих частях Красной Армии, описал подобный обмен в своих записках, где вспомнил случай, произошедший с ним во время Встречи на Эльбе с американскими союзниками. В своих стихах он наиболее полно и ёмко описал смысл и характер этого символичного обмена следующим образом:

Потом, на Эльбе, повстречался мне американец. 
И победы ради, 
В знак дружбы и на память о войне 
Мы с ним махнулись трубками не глядя 
Достался мне отличный экземпляр…

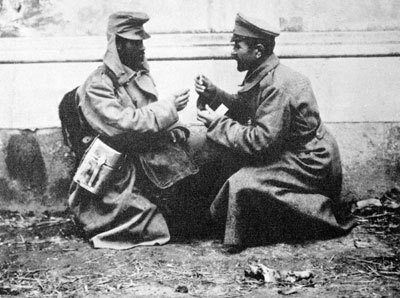
Первая мировая война. Австрийский (слева) и русский (справа) солдаты обмениваются папиросами

Писатель-фронтовик М. С. Еленин называет обычай «старым и давно забытым невинным армейским развлечением». Это подтверждает писатель-фронтовик А. Ю. Генатулин, отмечая, что и у них была такая игра, в которую преимущественно играли те, кто завладел трофейными часами. Называлась игра, согласно Генатулину, «махнёмся не глядя». Два игрока прятали в ладонях часы и, не взглянув на них, менялись. Эпизод с обменом сапогами «не глядя» описывает Г. В. Кубанский. Другой писатель-фронтовик Егор Васильевич Платонов вспоминает, что солдатское увлечение махнуть не глядя что-то на что-либо, а то и просто карман на карман, рождалось ещё в начале войны.
Про обычай «махнуть не глядя» пишет в своих мемуарах полковник А. В. Пыльцын, в те годы — офицер (командир взвода, потом роты) штрафного батальона. Как вспоминает Пыльцин, на фронте был такой обычай: менялись чем-нибудь, зажатым в кулаке, и только после размена становилось ясно, кто в выигрыше. По словам фронтовика Владимира Шендрика, участвовавшего в боевых действиях под Сапун-горой, действительно существовал обычай меняться дорогими сердцу безделками. Иногда — в открытую, а ещё чаще по принципу «махнёмся не глядя». И добротнейшие лонжиновские часы шли за простенькую медную зажигалку. Но, как заключает фронтовик, никто о таких потерях не жалел, все над ними только смеялись. Как пишет Вячеслав Марченко, бойцы, стараясь безобидно надуть друг друга, «менялись не глядя» всевозможными безделушками. Впрочем, пишет Марченко, бывало — и не безделушками.
Как пишет доктор филологических наук Надежда Захаровна Котелова в Словаре новых слов русского языка середины 50-х годов, Махнуть (махнуться) не глядя — значит обменяться чем-либо, не показывая предмета, вслепую.

## В кинематографе
- Поэт-фронтовик Михаил Матусовский в 1967 году написал ставшую знаменитой песню «Махнём не глядя» (музыка Вениамина Баснера). Её исполнил Павел Кравецкий в кинофильме «Щит и меч».[12]:

Что пожелать тебе сегодня перед боем?
Ведь мы в огонь и дым идём не для наград.
Давай с тобою поменяемся судьбою,
«Махнём не глядя», как на фронте говорят…

- «В бой идут одни старики» — главный герой, капитан Алексей Титаренко (Леонид Быков), вернувшийся в часть на трофейном немецком истребителе вместо своего сбитого самолёта, обращается к технику Макарычу (Алексей Смирнов):

— Макарыч, принимай аппарат. Во! Махнул не глядя!
Ту же фразу Титаренко повторяет, приехав на лошади вместо сгоревшего «мессершмитта».
- В телефильме «Четыре танкиста и собака» в «махнём не глядя» играют от скуки Григорий и Густлик. Густлик получает часы, а Григорий — игрушечную заводную лягушку.
- В фильме «Красная жара» есть схожая сцена, когда капитан милиции Иван Данко (Арнольд Шварценеггер) перед посадкой на рейс «Чикаго-Москва» предлагает своему американскому коллеге, детективу чикагской полиции Артуру Ридзику (Джеймс Белуши) обменяться наручными часами «на память» со словами: «В Советском Союзе принято дарить что-нибудь на память, в знак дружбы…», после чего получает от Ридзика дорогие часы стоимостью тысячу долларов, отдав тому свои часы производства ГДР (около 20 долларов).